# Azilul de noapte (film din 1952)
Azilul de noapte (titlul original: în rusă На дне, transliterat: Na dne) este un film spectacol dramatic sovietic, realizat în 1952 de regizorul Аndrei Frolov, 
după piesa omonimă a scriitorului Maxim Gorki, protagoniști fiind actorii Iosif Raevski, Faina Șevcenko, Kira Golovko și Vladimir Gotovțev.

## Distribuție
- Iosif Raevski – Mihail Kostîliov, propritarul azilului
- Faina Șevcenko – Vassilisa Karpovna, soția sa
- Kira Golovko – Natașa, sora Vasilisei, bucătăreasă (ca K. N. Ivanova)
- Vladimir Gotovțev – Medevdev, unchiul Vasilisei, polițist
- Serghei Iarov – Vaska Pepel, un hoț
- Aleksei Jilțov – Andrei Kleșci, lăcătuș
- Nina Tihomirova – Anna, soția sa
- Alla Tarasova – Nastia
- Anna Dmohovskaia – Kvașnia, vânzătoare la piață
- Serghei Blinnikov – Bubnov
- Vladimir Erșov – Satin
- Pavel Massalski – baronul
- Aleksei Gribov – Luka, bătrânul
- Vasili Orlov – actorul
- Grigori Konski – Krivoi Zob
- Nikolai Hoșcianov – Asan, tătarul
- Vladimir Batalov – Alioșka, cizmar, acordeonist